# Бродбент, Джим
Джеймс «Джим» Бро́дбент (англ. James «Jim» Broadbent, 24 мая 1949, Линкольн, Англия, Великобритания) — британский актёр кино, театра и телевидения, лауреат премий «Оскар» (2002), «Золотой глобус» (2002, 2008) и BAFTA (2002, 2007), двукратный номинант на премию «Эмми» (2002, 2007).
Джим Бродбент является одним из самых востребованных и разносторонних актёров современного британского кинематографа. Российскому зрителю он известен, прежде всего, своими ролями в фильмах: «Мулен Руж!», «Айрис», «Дневник Бриджит Джонс», «Банды Нью-Йорка», «Облачный атлас», серии фильмов «Гарри Поттер» и сериале «Игра престолов».

## Ранние годы
Джеймс Бродбент родился 24 мая 1949 года в английском городке Линкольн, графство Линкольншир в творческой семье. Мать, Ди Бродбент, работала скульптором, а отец, Рой Бродбент, скульптором, дизайнером интерьера и мастером по мебели. Кроме того, оба они играли в любительской труппе «Сельские актёры Линдсея», в небольшом здании, переделанном Роем Бродбентом из бывшей методистской церкви в театр.
Бродбент посещал квакерскую школу в городе Рединг, затем колледж искусств, но вскоре перевелся в Лондонскую академию музыкального и драматического искусства, окончив её в 1972 году.

## Карьера
Первыми театральными работами Бродбента стали роли в Национальном театре Брента в качестве ассистента известного актёра Патрика Барлоу, где Бродбент появлялся в характерных мужских и женских ролях. В дальнейшем он работал в Королевском национальном театре и Королевском придворном театре.
Дебют Бродбента в кино состоялся в картине «Крик» (1978) режиссёра Ежи Сколимовского. Затем актёр сыграл небольшие роли у режиссёра Стивена Фрирза в фильме «Удар» (1984) и у Терри Гиллиама в «Бандитах времени» (1981) и «Бразилии» (1985). Кроме этого, Бродбент снимался и на телевидении, например в телесериале «Чёрная Гадюка» (1983) с участием известного комедийного актёра Роуэна Аткинсона, ситкомах и комедийных шоу.
Первым серьёзным успехом стала роль в фильме «Сладости жизни» (1990) режиссёра Майка Ли, с которым актёр был хорошо знаком ещё по совместной работе в театральных пьесах «Гусиная кожа» и «Экстаз». В 1999 году он сыграл главную роль у этого же режиссёра в фильме «Кутерьма». За эту роль Бродбент был признан лучшим актёром на Венецианском кинофестивале в 1999 году, получив «Кубок Вольпи».
В 2001 году Бродбент появился сразу в трёх успешных фильмах: «Дневник Бриджит Джонс» в роли отца Бриджит, «Мулен Руж!» в роли владельца кабаре Харольда Зидлера, принесшую ему премию BAFTA и « Айрис» в роли самоотверженного супруга. Эту роль можно считать самой удачной в актёрской биографии Бродбента — за неё он был удостоен премий «Оскар» и «Золотой Глобус» как лучший актёр второго плана.
Бродбент озвучил роли в нескольких популярных мультфильмах: мадам Керогаз в «Роботы» (2005) и сержанта Монти в «Вэлиант: Пернатый спецназ», а также снялся в роли Бэтмена в пародии на Человека-паука — «Человек-паучник».
За свою творческую карьеру он неоднократно появлялся в исторических фильмах, таких как «Эрик-викинг» (1989), «Колдовской апрель» (1992), «Принцесса Карабу» (1994), «Ричард III» (1995), «Черчилль» (2002), «Молодая Виктория» (2009) и других. Бродбент снялся и в таких популярных среди молодежи фильмах, как: «Хроники Нарнии: Лев, колдунья и волшебный шкаф» (2005), «Индиана Джонс и Королевство хрустального черепа» (2008), «Гарри Поттер и Принц-полукровка» (2009) и «Гарри Поттер и Дары Смерти. Часть 2» (в двух последних фильмах он играет Горация Слизнорта).

## Личная жизнь
В 1987 году актёр женился на дизайнере театральных костюмов Анастасии Льюис. У него нет своих детей, но он воспитывает двоих сыновей от предыдущего брака жены.
Джим проживает с супругой в местечке Линкольншир-Уолдс. Также актёр имеет недвижимость в Лондоне.
Бродбент является атеистом

## Избранная фильмография
| Год       |     | Русское название                                | Оригинальное название                                          | Роль                         |
| --------- | --- | ----------------------------------------------- | -------------------------------------------------------------- | ---------------------------- |
| 1980      | ф   | Псы войны                                       | The Dogs of War                                                | участник съёмочной группы    |
| 1981      | ф   | Бандиты во времени                              | Time Bandits                                                   | ведущий телепередачи         |
| 1983      | с   | Чёрная Гадюка                                   | Blackadder                                                     | Дон Спикинглиш               |
| 1983—1991 | с   | Дуракам везёт                                   | Only Fools and Horses                                          | Рой Слейтер                  |
| 1985      | ф   | Бразилия                                        | Brazil                                                         | доктор Луис Джаффе           |
| 1985      | ф   | Хороший отец                                    | The Good Father                                                | Роджер Майлс                 |
| 1987      | ф   | Супермен 4: В поисках мира                      | Superman IV: The Quest for Peace                               | Жан-Пьер Дубуа               |
| 1988      | с   | Непридуманные истории                           | Tales of the Unexpected                                        | мистер Лавджой               |
| 1989      | ф   | Эрик-викинг                                     | Erik the Viking                                                | Эрнест Викинг                |
| 1990      | ф   | Сладости жизни                                  | Life Is Sweet                                                  | Энди                         |
| 1992      | ф   | Колдовской апрель                               | Enchanted April                                                | Фредерик Арбатнот            |
| 1992      | с   | Инспектор Морс                                  | Inspector Morse                                                | Чарли Беннетт                |
| 1992      | ф   | Жестокая игра                                   | The Crying Game                                                | Кол                          |
| 1992      | кор | Смысл истории                                   | A Sense of History                                             | рассказчик                   |
| 1994      | ф   | Вдовья гора                                     | Widows’ Peak                                                   | Кон Клэнси                   |
| 1994      | ф   | Пули над Бродвеем                               | Bullets over Broadway                                          | Уорнер Перселл               |
| 1994      | ф   | Принцесса Карабу                                | Princess Caraboo                                               | мистер Уорралл               |
| 1995      | ф   | Ричард III                                      | Richard III                                                    | герцог Бекингем              |
| 1996      | ф   | Секретный агент                                 | The Secret Agent                                               | старший инспектор Хит        |
| 1997      | ф   | Воришки                                         | The Borrowers                                                  | Под Клок                     |
| 1998      | ф   | Мстители                                        | The Avengers                                                   | Мама                         |
| 1998      | ф   | Голосок                                         | Little Voice                                                   | мистер Бу                    |
| 1999      | тф  | Доктор Кто и проклятие неизбежной смерти        | Doctor Who and the Curse of Fatal Death                        | Доктор                       |
| 1999      | ф   | Кутерьма                                        | Topsy-Turvy                                                    | Уильям Швенк Гилберт         |
| 2001      | ф   | Дневник Бриджит Джонс                           | Bridget Jones’s Diary                                          | мистер Джонс                 |
| 2001      | ф   | Мулен Руж!                                      | Moulin Rouge!                                                  | Харольд Зидлер               |
| 2001      | ф   | Айрис                                           | Iris                                                           | Джон Бейли                   |
| 2002      | ф   | Банды Нью-Йорка                                 | Gangs of New York                                              | Уильям «Босс» Твид           |
| 2003      | ф   | Золотая молодёжь                                | Bright Young Things                                            | майор                        |
| 2003      | тф  | А вот и гости!                                  | The Young Visiters                                             | Альфред Салтина              |
| 2004      | ф   | Вокруг света за 80 дней                         | Around the World in 80 Days                                    | лорд Кельвин                 |
| 2004      | тф  | Львиная семейка                                 | Pride                                                          | Эдди                         |
| 2004      | ф   | Ярмарка тщеславия                               | Vanity Fair                                                    | мистер Осборн                |
| 2004      | ф   | Вера Дрейк                                      | Vera Drake                                                     | судья                        |
| 2004      | ф   | Бриджит Джонс: Грани разумного                  | Bridget Jones: The Edge of Reason                              | мистер Джонс                 |
| 2005      | мф  | Роботы                                          | Robots                                                         | мадам Керогаз                |
| 2005      | тф  | Человек-паучник                                 | Spider-Plant Man                                               | Бэтмен                       |
| 2005      | мф  | Вэлиант: Пернатый спецназ                       | Valiant                                                        | сержант Монти                |
| 2005      | ф   | Хроники Нарнии: Лев, колдунья и волшебный шкаф  | The Chronicles of Narnia: The Lion, the Witch and the Wardrobe | профессор Керк               |
| 2006      | ф   | Реклама для гения                               | Art School Confidential                                        | Джимми                       |
| 2006      | мф  | Освободите Джимми                               | Slipp Jimmy fri                                                | Стромовский                  |
| 2007      | ф   | Типа крутые легавые                             | Hot Fuzz                                                       | инспектор Фрэнк Баттерман    |
| 2007      | ф   | Когда ты в последний раз видел своего отца?     | And When Did You Last See Your Father?                         | Артур Моррисон               |
| 2008      | ф   | Индиана Джонс и Королевство хрустального черепа | Indiana Jones and the Kingdom of the Crystal Skull             | декан Чарльз Стэнфорт        |
| 2008      | ф   | Чернильное сердце                               | Inkheart                                                       | Фенолио                      |
| 2009      | ф   | Молодая Виктория                                | The Young Victoria                                             | Вильгельм IV                 |
| 2009      | ф   | Проклятый «Юнайтед»                             | The Damned United                                              | Сэм Лонгсон                  |
| 2009      | ф   | Гарри Поттер и Принц-полукровка                 | Harry Potter and the Half-Blood Prince                         | Гораций Слизнорт             |
| 2009      | ф   | Щедрость Перрье                                 | Perrier’s Bounty                                               | Джим                         |
| 2010      | ф   | Ещё один год                                    | Another Year                                                   | Том Хеппл                    |
| 2010      | мф  | Союз зверей                                     | Konferenz der Tiere                                            | Уинстон                      |
| 2010      | с   | Сердце всякого человека                         | Any Human Heart                                                | Логан Маунтстюарт в старости |
| 2011      | ф   | Гарри Поттер и Дары Смерти. Часть 2             | Harry Potter and the Deathly Hallows: Part II                  | Гораций Слизнорт             |
| 2011      | мф  | Секретная служба Санта-Клауса                   | Arthur Christmas                                               | Санта                        |
| 2011      | ф   | Железная леди                                   | The Iron Lady                                                  | Денис Тэтчер                 |
| 2012      | ф   | Облачный атлас                                  | Cloud Atlas                                                    | разные персонажи             |
| 2013      | ф   | Грязь                                           | Filth                                                          | доктор Росси                 |
| 2013      | с   | Великое ограбление поезда                       | The Great Train Robbery                                        | Томми Батлер                 |
| 2014      | мф  | Почтальон Пэт                                   | Postman Pat: The Movie                                         | мистер Браун                 |
| 2013      | ф   | Большая игра                                    | Big Game                                                       | Герберт                      |
| 2013      | ф   | Приключения Паддингтона                         | Paddington                                                     | мистер Грубер                |
| 2014      | мф  | Астерикс: Земля Богов                           | Astérix: Le domaine des dieux                                  | Юлий Цезарь                  |
| 2014      | ф   | Достать Санту                                   | Get Santa                                                      | Санта-Клаус                  |
| 2015      | ф   | Бруклин                                         | Brooklyn                                                       | отец Флад                    |
| 2015      | ф   | Леди в фургоне                                  | The Lady in the Van                                            | Андервуд                     |
| 2015      | с   | Лондонский шпион                                | London Spy                                                     | Скотти                       |
| 2015      | ф   | Эдди «Орёл»                                     | Eddie the Eagle                                                | комментатор BBC              |
| 2016      | с   | Война и мир                                     | War and Peace                                                  | князь Николай Болконский     |
| 2016      | ф   | Тарзан. Легенда                                 | The Legend of Tarzan                                           | премьер-министр              |
| 2016      | ф   | Бриджит Джонс 3                                 | Bridget Jones’s Baby                                           | мистер Джонс                 |
| 2017      | с   | Игра престолов                                  | Game of Thrones                                                | архимейстер Эброз            |
| 2017      | ф   | Приключения Паддингтона 2                       | Paddington 2                                                   | мистер Грубер                |
| 2018      | ф   | Король воров                                    | King of Thieves                                                | Терри Перкинс                |
| 2018      | ф   | Чёрный 47-й                                     | Black '47                                                      | лорд Килмайкл                |
| 2018      | тф  | Король Лир                                      | King Lear                                                      | граф Глостер                 |
| 2020      | ф   | Удивительное путешествие доктора Дулиттла       | Dolittle                                                       | лорд Томас Бэджли            |
| 2020      | ф   | Шесть минут до полуночи                         | Six Minutes To Midnight                                        | Чарли                        |
| 2020      | с   | Чёрный нарцисс                                  | Black Narcissus                                                | отец Робертс                 |
| 2020      | ф   | Герцог                                          | The Duke                                                       | Кемптон Бантон               |
| 2021      | ф   | Мальчик по имени Рождество                      | A Boy Called Christmas                                         | король                       |
| 2021      | ф   | Шарлотта                                        | Charlotte                                                      | дедушка Шарлотты             |
| 2023      | ф   | Невероятное паломничество Гарольда Фрая         | The Unlikely Pilgrimage of Harold Fry                          | Гарольд Фрай                 |
| 2024      | ф   | Приключения Паддингтона 3                       | Paddington in Peru                                             | мистер Грубер                |

## Награды и номинации
| Награда                        | Год  | Категория                                                                    | Название работы         | Результат |
| ------------------------------ | ---- | ---------------------------------------------------------------------------- | ----------------------- | --------- |
| Оскар                          | 2002 | Лучшая мужская роль второго плана                                            | Айрис                   | Победа    |
| Золотой глобус                 | 2002 | Лучшая мужская роль второго плана в кинофильме                               | Айрис                   | Победа    |
| Золотой глобус                 | 2003 | Лучшая мужская роль второго плана в телесериале, мини-сериале или телефильме | Черчилль                | Номинация |
| Золотой глобус                 | 2008 | Лучшая мужская роль в мини-сериале или телефильме                            | Лонгфорд                | Победа    |
| Прайм-таймовая премия «Эмми»   | 2002 | Лучшая мужская роль второго плана в мини-сериале или телефильме              | Черчилль                | Номинация |
| Прайм-таймовая премия «Эмми»   | 2007 | Лучшая мужская роль в мини-сериале или телефильме                            | Лонгфорд                | Номинация |
| Венецианский кинофестиваль     | 1999 | Лучшая мужская роль                                                          | Кутерьма                | Победа    |
| BAFTA                          | 2000 | Лучшая мужская роль                                                          | Кутерьма                | Номинация |
| BAFTA                          | 2002 | Лучшая мужская роль                                                          | Айрис                   | Номинация |
| BAFTA                          | 2002 | Лучшая мужская роль второго плана                                            | Мулен Руж!              | Победа    |
| BAFTA                          | 2011 | Лучшая мужская роль второго плана                                            | Железная леди           | Номинация |
| BAFTA TV                       | 2004 | Лучшая мужская роль                                                          | А вот и гости!          | Номинация |
| BAFTA TV                       | 2007 | Лучшая мужская роль                                                          | Из добрых побуждений    | Победа    |
| BAFTA TV                       | 2011 | Лучшая мужская роль                                                          | Сердце всякого человека | Номинация |
| Премия Гильдии киноактёров США | 1999 | Лучший актёрский состав в игровом кино                                       | Голосок                 | Номинация |
| Премия Гильдии киноактёров США | 2002 | Лучший актёрский состав в игровом кино                                       | Мулен Руж!              | Номинация |
| Премия Гильдии киноактёров США | 2002 | Лучшая мужская роль второго плана                                            | Айрис                   | Номинация |
| Премия Гильдии киноактёров США | 2018 | Лучший актёрский состав в драматическом сериале                              | Игра престолов          | Номинация |
| Спутник                        | 2002 | Лучшая мужская роль второго плана в кинофильме                               | Айрис                   | Номинация |
| Спутник                        | 2002 | Лучшая мужская роль второго плана в кинофильме                               | Мулен Руж!              | Победа    |
| Спутник                        | 2003 | Лучшая мужская роль второго плана в мини-сериале, телесериале или телефильме | Черчилль                | Номинация |
| Спутник                        | 2007 | Лучшая мужская роль в мини-сериале или телефильме                            | Лонгфорд                | Номинация |